# Birthe Wesselhøft
Birthe Wesselhøft, född 1934 i Köpenhamn, är en dansk konstnär.
Wesselhøft utbildade sig 1951–1953 hos professor Knud Brøndsted i Köpenhamn, samt på Konst och miljöskolan i Sundsvall. Hon är bosatt (2007) i Åmot i Gästrikland och representerad på museum, banker, företag och andra offentliga lokaler.